# بارن‌استپل تاون اف سی
بارن‌استپل تاون اف سی (انگلیسی: Barnstaple Town F.C.) یک باشگاه فوتبال انگلیسی بنیان‌گذاری‌شده در ۱۹۰۴ (میلادی) است.